# Trimma kudoi
Trimma kudoi är en fiskart som beskrevs av Suzuki och Hiroshi Senou 2008. Trimma kudoi ingår i släktet Trimma och familjen smörbultsfiskar. Inga underarter finns listade i Catalogue of Life.